# 葵盛（中）巴士總站

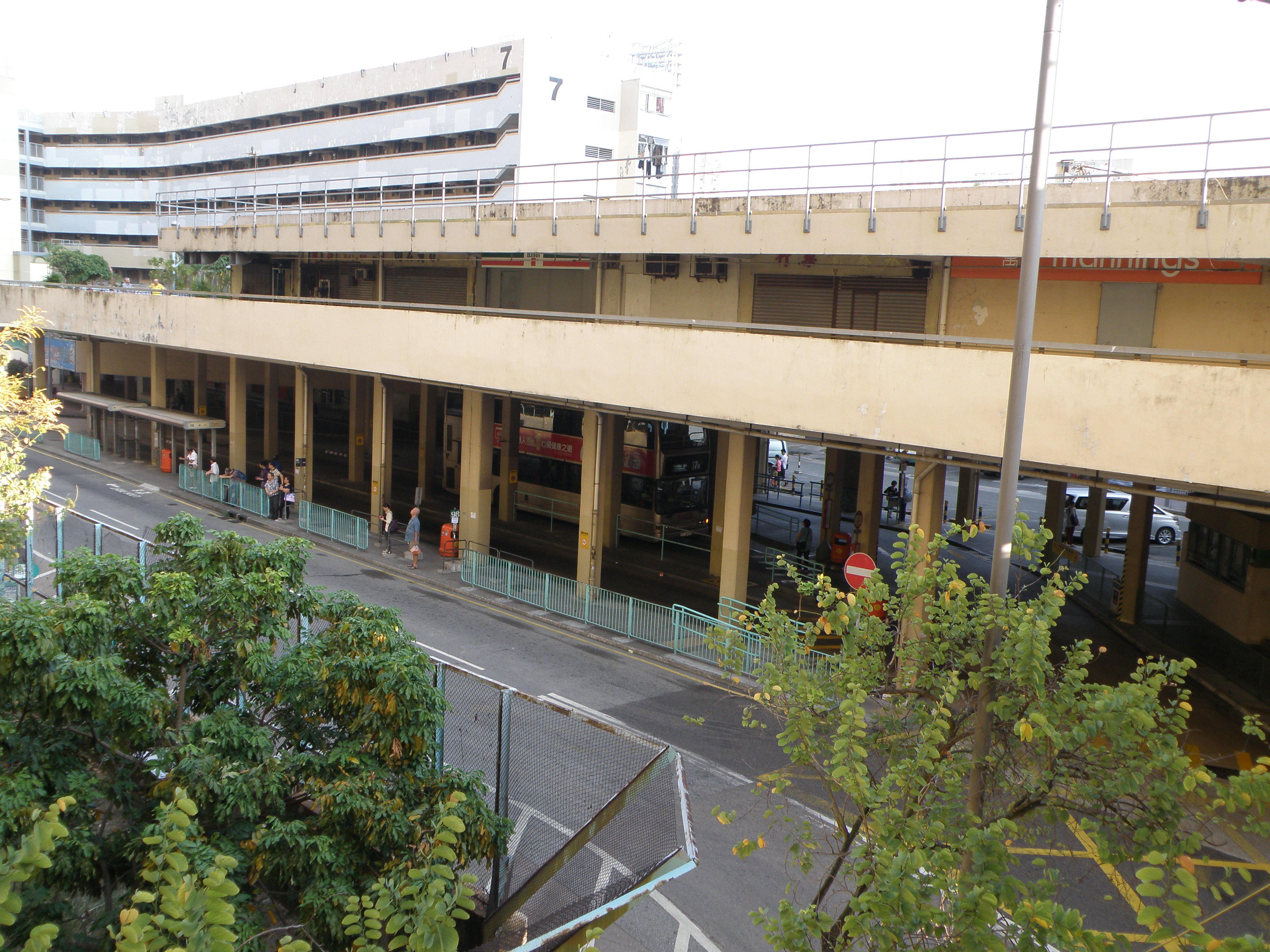
俯瞰葵盛（中）巴士總站

葵盛（中）巴士總站（英語：Kwai Shing (Central) Bus Terminal）是香港的一個巴士總站，位於葵青區葵聯路、葵盛西購物中心及社區會堂之基座。其地處整個葵盛西邨的中央因以為名。現有3條巴士路線以本站作為總站，另外亦有4條巴士路線途經本站。

## 歷史
- 1977年1月30日：34、37線遷往本站為總站。
- 1980年5月1日：37M線投入服務。
- 1997年7月14日：237A線投入服務。
- 2020年1月6日：38P線遷往本站為總站。

## 總站路線資料

### 九龍巴士34線
- 葵盛（中） ↔ 灣景花園

提供葵盛圍、高盛臺、葵涌邨及大窩口來往荃灣市中心、麗城花園及灣景花園的巴士服務。於1964年4月1日起投入服務，當時起訖點為荃灣曹公街和葵涌新區第42座，1972年配合葵盛廉租屋入伙延長服務。其後於1977年1月30日起遷往本站。

### 九龍巴士37線
- 葵盛（中） ↔ 奧運站

提供葵盛圍及葵芳來往長沙灣、旺角及大角咀的巴士服務。於1972年9月18日起為配合葵盛發展而投入服務。其後為配合葵盛西邨入伙，1977年1月30日起延長至本站。

### 九龍巴士38P線
- 葵盛（中） ↔ 平田

提供葵盛圍、葵涌邨、葵興及青山公路來往黃大仙、九龍灣商貿區、觀塘及藍田的巴士服務。於2018年3月5日起投入服務，2020年1月6日起延長至本站，2020年12月14日起提供回程服務。

## 途經路線資料

### 九龍巴士37M線
- 葵興站 ↺ 葵盛（中）

提供葵盛往來港鐵葵興站的接駁港鐵巴士服務。於1980年5月1日投入服務，取代37B（葵盛（東）至美孚）的服務，最初往來葵盛（中）至旺角地鐵站，1982年5月16日起配合地鐵（現在的港鐵）荃灣線通車，縮短至葵興地鐵站，2004年6月20日起加入空調巴士行走。

### 九龍巴士38線
- 葵盛（東） ↔ 平田

提供葵盛圍、葵興及青山公路來往黃大仙、九龍灣、觀塘及藍田的巴士服務。於1975年12月23日起投入服務。

### 九龍巴士43D線
- 青衣（長宏邨） → 下葵盛圍（南葵涌分科診所）

### 九龍巴士47X線
- 秦石 ↔ 葵盛（東）

提供沙田秦石邨、沙角邨/博康邨、乙明邨街（只往葵盛（東））及沙田市中心往來葵興、葵芳及葵盛圍的巴士服務。於1990年4月20日配合城門隧道啟用開辦。

### 九龍巴士N237線
- 美孚 ↺ 葵盛

提供美孚來往安蔭、石籬、大窩口及葵盛的通宵巴士服務。

### 過海隧道巴士930B線
- 葵盛（東）  → 銅鑼灣（摩頓台）

提供葵盛圍往中區、金鐘及灣仔的巴士服務，於2021年12月13日投入服務，由城巴獨自經營，由930經葵盛圍特別班次更改重新編號而成。
- kemalpaşa dolmuş saatleri （页面存档备份，存于互联网档案馆）